# فرد ليفين
فرد ليفين (بالإنجليزية: Fred Levin)‏ هو محامي أمريكي، ولد في 29 مارس 1937 في بينساكولا في الولايات المتحدة.